# Jobaháza
Jobaháza é um município da Hungria, situado no condado de Győr-Moson-Sopron. Tem 8,06 km² de área e sua população em 2015 foi estimada em 559 habitantes.